# ماريا ياماموتو
ماريا ياماموتو (山本 麻里安 ياماموتو ماريا) هي ممثلة صوتية ومغنية يابانية ولدت في 11 سبتمبر 1981 في طوكيو، اليابان.

## أدوارها في الأنمي
- الممرضة المدهشة ناناكو - ناناكو
- سندريلا بوي - ليان رين
- تشانس تراينغل سيجين - نوزومي كايهارا
- إلفن ليد - كيساراغي، كاناي، سايتو، أيكو تاكادا
- هاند ميد ميه - سايبردول ميه
- كاري كانو - كانو ميازاوا (الظهور الأول)
- كروماجو-سان غا تورو - ميغ شيون
- كيو نو غونوني - ناتسومي هيراكاوا
- ماهوه شوجو نيكو تاروتو - تشيتوسه
- دي جرايمان - كاتيا (الحلقة 43)
- إل كازادور دي لا بروخا - ريتا (الحلقة 5)
- إليمنت هانترز - ناتاشا/منديريفا ناتاليا
- غارديان هاتس باور آب - أيا كوريها
- نرس ويتش كوموغي - ماريا ياماموتو (الحلقة 4)
- بوكيمون أدفانس - ميساتو (الحلقة 86)
- سكول رامبل - غيورنو، جنكو تونامي (الحلقة 25)

## أدوارها في ألعاب الفيديو
- ميتال غير سوليد 2: سنز أوف لبرتي - إيما إيميريتش

## أداءات أغاني الأنمي
من الأغاني التي غنتها ماريا ياماموتو ما يلي:
- الممرضة المدهشة ناناكو - شارة النهاية
- تشانس تراينغل سيجين - شارة البداية «أزرق نقي»: (أُديت مع أتسكو إينوموتو ومايومي إيزوكا)، شارة النهاية «حب للأبد»: (أُديت مع أتسكو إينوموتو ومايومي إيزوكا)
- كاري كانو - شارة النهاية الثانية «كازه هييتا يورو»: (أُديت مع يوكي واتانابه)

## وصلات خارجية
- موقع ماريا ياماموتو الرسمي (ياباني)
- ماريا ياماموتو على قاعدة بيانات السيّو
- معلومات السيّو عن ماريا ياماموتو
- ماريا ياماموتو على موقع IMDb (الإنجليزية)
- ماريا ياماموتو على موقع ميوزك برينز (الإنجليزية)
- ماريا ياماموتو على موقع ديسكوغز (الإنجليزية)
- ماريا ياماموتو على موقع قاعدة بيانات الفيلم (الإنجليزية)
- ماريا ياماموتو على موقع ANN person (الإنجليزية)
- هانيوا ماي هاوس برنامج ماريا ياماموتو الإذاعي الأسبوعي على الإنترنت.